# PerfectWave
PerfectWave Technologies är ett företag som är verksamt inom området signalbehandling, och finns i Poway, Kalifornien.
Företagets största kund är den amerikanska försvarsmakten. Bolaget har blivit uppmärksammat efter att ha figurerat i en stor muthärva.

## Muthärva
Företagets ägare, affärsmannen Brent Wilkes, lejde lobbygruppen Alexander Strategy Group, vilka har djupa republikanska kontakter, för att öka möjligheterna till stora uppdrag från försvarsmakten. I februari 2008 dömdes Brent till ett 12-årigt fängelsestraff för mutbrott, i samband med att företaget fick ett kontrakt på 90 miljoner dollar från Pentagon. Bland annat har två politiker, republikanerna Tom DeLay och Randy Cunningham, figurerat i utredningarna.